# شهدخوار سرسبز
شهدخوار سرسبز (نام علمی: Cyanomitra verticalis) نام یک گونه از تیره شهدخواران است که در آنگولا، بنین، بورکینافاسو، بوروندی، کامرون، جمهوری آفریقای مرکزی، جمهوری کنگو، جمهوری دموکراتیک کنگو، ساحل عاج، گینه استوایی، گابون، گامبیا، غنا، گینه، گینه بیسائو، کنیا، لیبریا، مالاوی، مالی، نیجریه، رواندا، سنگال، سیرالئون، سودان جنوبی، تانزانیا، توگو، اوگاندا و زامبیا یافت می‌شود.